# 絶体絶命都市4Plus -Summer Memories-
『絶体絶命都市4Plus -Summer Memories-』（ぜったいぜつめいとしフォープラス サマーメモリーズ）は、グランゼーラより2018年11月22日に発売されたPlayStation 4用ゲームソフト。シリーズ初のCERO：D（17才以上対象）の作品。『絶体絶命都市4 plus』と表記されることもある。

## 概要
災害で崩壊した都市からの脱出を目指すアクションアドベンチャーゲーム「絶体絶命都市シリーズ」の4作目。
アイレムソフトウェアエンジニアリング（以下“アイレム”）で開発中止となったPlayStation 3用ゲームソフト『絶体絶命都市4 -Summer Memories-』をベースとするが、プラットフォーム転換に伴い、より表現が強化されたためタイトルに「Plus」がつけられた。
2019年9月26日にNintendo Switch版『絶体絶命都市4Plus -Summer Memories- for Nintendo Switch』として発売されたのち、シリーズ初のPC版もリリースされた。
海外では『Disaster Report 4 Plus: Summer Memories』として発売された。『4』とあるが『Disaster Report』の題を冠するのは『1』に続いて二作目。
PS4版のみPlayStation VRに対応しており、ストーリーを進めると特定のマップをVRでプレイするVRモードが解放される。互換性機能により、PS4版はPS5版でプレイ可能。

## ゲーム内容
『1』、『3』に続いて大地震をテーマとし、震災で崩壊した都市から、取り残された人々と協力して脱出することを目的としている。人工島や地下都市が舞台だった旧作に対し、本作は架空の県にある市全域を舞台としており、旧作以上に災害に踏み込み、被災地の現状、復興への歩みなどもリアルに描写される。ゴーストタウン化した街が主な舞台だった前作までと違ってマップ中に数多くのNPCが登場し、建物の崩壊だけではなく人との係わりにも重点をおいた作品になっている。
前作同様、防災・危機ジャーナリストの渡辺実が監修を務めたほか、神戸市消防局も制作に協力しており、本作内の災害シーン・防災マニュアルを手掛けている。そのためマニュアルの量も前作より大幅に増加しており、また被災した街の様子等もリアルに描かれている。ただし、ゲーム内で消防隊が消火活動や被災者の救助を行うシーンはない（ステージ上に消防車が停められている程度）。
作風が変化したことでシステムや演出も簡素化されており、生き埋めや転落による死亡はあっても操作ミスで死亡することはほぼなく、旧作のような起伏に富んだステージやトラップのような災害を掻い潜って進むサバイバル・アクション要素がほとんど廃されたことで結果的に難易度が大幅に低下した。

## ゲームシステム

### セーブ
ステージの各所に、水色の「S」の字でセーブポイントが設けられている。セーブのほか、「ひと休みする」を選ぶことで下記の「ストレス」の値を解消することができるが、前作と違ってライフは回復せず、休憩のモーションもなくなった。旧作では水道・暖房・ベンチとそれぞれオブジェクトが決まっていたが、今回は特に法則性はない。

### ステータス
本シリーズは「渇き」や「体調」など毎回独自のシステムを採用しているが、本作では『3』と同じく、「ストレス」が関係するシステムとなる。今回は他にも新たなステータス値が設けられている。
ライフ
主人公の生命力。転倒などでダメージを受けると減少し、アイテムを使うかマップを切り替えるかセーブデータをロードすると回復する。なくなると力尽きてゲームオーバーになる。崩落に巻き込まれたり海などに転落すると瞬時にライフがゼロになって即死する。
しかし実際は即死する場合を除き、ごく一部のダメージ以外ではゼロにならない（例えば、揺れによる転倒では何度倒れても死なない）。少なくなると主人公は立ち止まった際に苦しそうな息遣いになるが、前作までと違って動きは鈍くならず、今回はダメージによる実害は皆無に等しい。
ストレス
転倒などでダメージを受けると上昇する。ライフゲージの下にストレスのゲージが表示され、ストレスのゲージが増えるほどライフゲージが減っていく。ストレスは各所にあるセーブポイントで解消することができる。前作のように時間と共に上昇したり、イベントで変動することはなく、雨や煙などのストレス上昇を早めるギミックも削除された。ダメージによる上昇値も少なく、前作のストレスに影響を及ぼす性格システムも廃止されている。
水中に潜るシーンでは徐々にストレスが上昇するが、一定以上は増えないため、窒息では死亡しない。
喉の渇き
行動するうちに喉が渇いてくる。激しく喉が渇くと、ライフゲージの下に水のアイコンが表示される。1作目と違って蛇口などの水源は存在しないので、渇きを解消するにはコンビニなどで入手できる飲料アイテムを使う必要がある。
空腹度
行動するうちにお腹が減ってくる。腹ペコになると腹の虫が鳴るようになり、ライフゲージの下に食事のアイコンが表示される。また、主人公は立ち止まると腹部に手を当てるようになる。空腹を解消するには、コンビニなどで入手できる食料アイテムを使う必要がある。
排泄欲求
行動するうちに排泄をもよおしてくる。激しくもよおすと、ライフゲージの下にトイレのアイコンが表示される。また、主人公は立ち止ると苦しそうな息遣いになり、股間に両手を当ててモジモジする動作をする。排泄欲求を解消するには、ステージのどこかにあるトイレで排泄をする必要がある。
喉の渇き・空腹度・排泄欲求は解消しない限り主人公が上記の反応を示すようになるが、旧作の「渇き」「体調」と違って悪化しても主人公の動きが鈍くなったり、ライフが減少することはなく、ストレスにも影響はないため、放置してもゲーム進行にはデメリットはない。ストレスが増えたとしてもライフも一部を除いて尽きない仕様のため、旧作のような生き延びるための戦略性は皆無。

### アクション
今回は実行可能なアクションが大幅に削減されており、ステージ中もアクションを駆使する場面はほぼない。
走る
オンラインマニュアルには「速い速度で建物の崩落などから逃げることができる頼もしいアクション」と書かれている。
旧作や『巨影都市』では駆け足と全力疾走が切り替え可能だったが、今作では普通に走るのみになった。旧作と違って段差に向かって走ってもジャンプはせず勢いを付けて飛び降りるだけで、足場を飛び移るシーンもなくなった。また、高所から飛び降りてもダメージを受けたり着地モーションを取ることもない。
ふんばり
その場に踏ん張って転倒を防ぐ。その状態で移動すると四つん這いでの移動になる。あるマップではふんばらなければ転落してしまう場面がある。旧作にあった、棒やロープへの「しがみつき」は不可能になった。
またぎ/段差のぼり
ガードレール程度の大きさの障害物はに向けて移動すると「またぎ」で乗り越える。主人公の身長程度の段差に向けて移動すると「段差のぼり」で登ることができる。今回はステージの起伏があまりないため、どちらも使用機会は少ない。
叫ぶ
叫んで自分の存在を知らせる。今回はR1ボタン（Switch版ではRボタン）を押しながら叫ぶと絶叫になり、また、移動しながら叫ぶことも可能になった。
オンラインマニュアルには「叫び声を聞いた人々が主人公の存在に気づいたり、助けを求めてくることがある場合もあります」とあるが、実際はいつどこで叫んでも何の反応もなく、ストーリー中も叫ぶ必要のあるシーンはひとつもない。例外は「二人組の暴漢の目を盗んで逃げるシーンで叫ぶと見つかってしまう」という作用のみ。
他にも旧作にあった「ぶら下がり」は不可能になり、高い段差に向かって歩いてもそのまま飛び降りるのみ。それに伴って、足を踏み外さないように細い足場を伝うシーンもなくなった。

### カスタマイズ
主人公の外見の変化
旧作同様、服装アイテムを手に入れるといつでも着替えることができる。服以外にも頭や手など、個別の装備も可能。中には『巨影都市』のコスチュームも含まれており、同作同様に鏡を調べると髪型・髪の色も変更が可能。男女問わず化粧もできる。ただし、旧作のように上下を別々に着替えたり靴を個別で履き替えることはできない。また、前作と異なり、クリア後はコスチュームの引き継ぎは不可能となっており、前々作や『巨影都市』のような間接的に引き継ぐ手段もない。
このほか、前3作や『巨影都市』まではストーリーの進行やプレイ状況に伴い主人公やヒロインが包帯を巻く、着ている衣服が破れる、汚れるといった外見上の変化があったが、本作ではオミットされている。時には濡れ状態になる場合もあるが特に影響は無い。
リュック
旧作同様、アイテムは装備しているリュックの収容可能容量内で所持できる。基本的に後から手に入るリュックほど多く収容できるが、終盤のリュックは巨大カップラーメン型やギター型といったネタ的なデザインが多い。新しいリュックに変えると元のリュックには戻せない。衣装同様、クリア後の引き継ぎはできない。
アップデートによってリュックの切り替えが可能になったが、アイテム所持上限は装備しているリュックの容量ではなく、所持しているリュックの総容量に変更された。
コンパス
旧作同様、幾つものコンパスが用意されているが、種類は旧作よりも減っている。クリア後も引き継げる本作唯一の要素（システムデータにセーブされるため）。
組み合わせ/解体
旧作に続いて複数アイテムの組み合わせ、及び解体が可能。ただし、今回は組み合わせられるアイテムは極めて少なく、ストーリー進行に必要なキーアイテムを作成する以外には「ライト付きヘルメット」が作れる程度。

### その他の基本システム
所持金
シリーズでは初めて金銭の概念が導入された。イベントで増減し、コンビニなどで買い物を行うことが可能。持ち物を買い取ってくれる人もいる。ただし、コンビニの場合は行く先々で偽店長の熊沢が不当な金額で商売をしているため、まともな買い物ができる機会はごく僅か。
『巨影都市』同様、所持金と持ち物の値打ちを合わせた総額が「総資産」として表示される。主人公の行動次第では資産を数十万、数千万と一気に増やすことが可能だが、基本的に善行では所持金が増えないため、人を騙したり大金を吹っ掛けるなどの悪事に手を染めることになる。悪事を行うことによるリスクも基本的になく、一部の大金が必要なイベントをこなすためには積極的に悪事を行わなければならない。
善行ポイント、悪行ポイント
主人公の取った行動で上昇するポイント。善行か悪行を行うとそれぞれ上昇する。ただし、合計値が一定以上になるとトロフィーが手に入るだけでゲームに直接的な影響は一切ない。
ポイント上昇の基準は基本的に主人公の主観であり、一般的な善行・悪行がポイントに影響するとは限らない。ストーリー上で犯す犯罪で悪行ポイントが上がることはほぼなく、逆に善行ポイントが上がることすらある。明らかな犯罪行為を行っても悪気がなければ悪行ポイントが上がらなかったり、悪事に加担しても良かれと思ってやれば善行ポイントが増えるケースもある。一方、悪態を吐いただけで悪行ポイントが上がったり、犯罪組織のアジトを脱出するために爆弾を仕掛けると悪行ポイントが強制的に激増するなどと言ったパターンもあり、善悪の判定は極めて曖昧である。
防災マニュアル
前作に続き、災害における避難方法・被災地での生活・防災などに関する知識を記した防災マニュアルが至る所で入手・閲覧可能。ストーリー進行に伴ってマニュアルがほぼ揃う前作と違い、本作は特定の人に話しかけるなどの条件を満たさなければ手に入らないものが大半である。また、入手時は画面端にアナウンスが出るのみで、閲覧は後で好きなタイミングで行える。一部のマニュアルを除いて、前作のように入手の度に閲覧するか聞かれることはない。
しかし、前作では入手したマニュアルを実際にゲーム内でシミュレーションできたのに対し、本作のゲーム内ではマニュアルを活かせる機会はない。
アップデート（Ver.1.09）によってコンパニオンアプリ「絶体絶命都市防災マニュアル」と連動が可能になり、スマートフォンからも閲覧が可能になった。ただし、最初から解禁されている一部のマニュアル以外はゲーム中で入手しなければ閲覧できない。
人物リスト
作中で出会った人々の写真と、その人物に対する主人公の解説が記録される。主要人物のみならず、モブキャラクターも多数追加される。名前が判明していても、名前ではなく「○○の人」などと紹介されるケースもある。主要人物の解説が簡潔だったり、逆に脇役やモブキャラクターが細かく解説されているケースもあったりと、記述の基準は曖昧。後日談シナリオで追記されたキャラには名前の傍に★が表示される。
ラジコ
アイテム画面からradikoを使用することで震災についての情報をリアルタイムで聴くことができる。主人公の取った行動で内容が変化することがある。エリアによっては電波が届かず使用できない場合もある。移動中やメニュー画面に流れ続けるが、イベントに入るほか、人に話しかけたり扉を開けても一時中断される。
選択肢
旧作同様、ゲームの進行途中で主人公の台詞や行動をプレイヤーが選択する場面があるが、他者を優先する判断や冷酷な判断のほかに、人道に反した行為、ふざけた言動など、あきらかにその場の雰囲気にそぐわないような選択肢も含まれている。また、今作は選択肢の中にメタフィクションに走ったものもある。
ただし、ほとんどの選択肢はその場の主人公の態度と直後の相手の反応が変わるだけで、会話の流れやストーリーそのものにはほぼ影響しない。主人公の心情を決める選択肢など、どれを選んでも反応自体変わらないものも多く、中には選んだ選択肢がそのままテキストで再表示されるだけのものも少なくない。
同行者
旧作同様、主人公に同行するキャラが2人存在する。どちらも女性（ヒロイン）で、前作と同じく男性同行者はいない。旧作のような同行者によるルート分岐や、同行者への好感度といったものは存在せず、また、ストーリーの大半を同行者と過ごした旧作と違って今回は一定期間のみの同行となる。そのため前3作のように、主人公と同行者が互いの名前を呼び合うこと自体がなく、前3作で恒例だった「好感度の上昇で、主人公とヒロインの呼称が名字呼びから名前呼びに変化するイベント」も廃止されている。
ダメージを受けたり死亡しないのは旧作と同じだが、今回は段差を越えることもできなくなっており、進めない地形や扉を通過した際には主人公の傍に瞬間移動してくる。
アップデートによって一部の状況に限り、『巨影都市』同様に着替えを勧めることが可能になったが、着せられるコスチュームは極めて少ない。
シナリオの分岐
今作では最終日である6日目を除いてストーリー中の分岐が存在せず、5日目までは完全に一本道のシナリオとなっている。最終日に限り、どこを目指すかによって2つのルートに分岐し、それぞれ全く違った展開とエンディングを迎える。旧作のような多数のエンディングはなく、エンディングの種類は2つのみ。空港ルートのみ、選択肢や同行者の有無でエンディングの多少の変化はある。

### VRモード
PS4版のみの機能。PlayStation VRを使用して作中のマップを体験するモード。マップは本編を進めるにつれて解禁されていく。ストーリー性はなく、マップ内に他の人間はいないため、被災地の雰囲気を味わうこと自体を目的としたモードである。マップには「絶体絶命都市4」の文字が書かれたステッカーが配置されており、これを集めることで本編でアイテムと交換することができる。ステッカーとの交換でしか手に入らないアイテムは、VR環境のないプレイヤーは手に入れることができない。他のアイテム同様、周回プレイには引き継がれないが、ステッカーは戻ってくるので間接的な引き継ぎは可能。

## ストーリー
※年代は公式では「201X年7月」とされているが、今作の登場人物の一人である比嘉夏海は前々作『絶体絶命都市2』（2010年12月の設定）では22歳だったため、比嘉が23歳の設定の今作はその翌年、つまり2011年の7月であると思われる（1作目『絶体絶命都市』（2005年6月の設定）の時点で17歳であるため、誕生日が6月以前であることも解る）。ちなみに、前作『絶体絶命都市3』は2011年3月の設定だったため、今作は前作から4か月後、前々作から7か月後の話ということになる（つまり比嘉は、わずか7か月という短期間の間に3回も大災害の被災者になったことになる）。

### 1日目
主人公は就職面接を受けるため、バスで川瀬県ひすい市にやって来た。もうすぐ目的地に着くというとき、突如自分を含む乗客たちの携帯電話に緊急地震速報が届き、一斉にアラーム音が鳴り響く。その直後にバスは巨大な揺れに襲われ、横転してしまう。横転したバスからなんとか脱出した主人公だが、目前に広がる都市は地震で崩壊し、まるで別の世界のように一変していた。
主人公はひとまず睡蓮公園へ避難したものの助けを待たず、特に理由もなく街の探索に出ることにする。朝顔交差点で高校教師の比嘉夏海と出会い、彼女の教え子の捜索に協力した主人公は、彼女らと一緒に崩れるビルの下を突っ切って反対側の通りに移動する。偽コンビニ店長の熊沢正義に振り回されるうちに、助けを求める声が響き、主人公は単身崩れかけのビルに突入。逃げ遅れた就活生の笠原弥生を救出する。流れるまま様々な人と出会ったりあちこちの建物を通過するうちに地下鉄駅構内に入り込んだ主人公は、瓦礫に埋もれていた富田佳苗を救出し、暴漢を振り切って地上に脱出。
その後、主人公は婚約者の元を目指すという佳苗に付いていくことになり、船舶で救助が行われているというハマユウ埠頭に辿り着くものの、地震によって埠頭は崩壊してしまう。辛うじてゴムボートで海に逃れた二人は、水没したえにしだ団地にて出会った水島冬美の家に泊めてもらう。しかし翌朝、余震で地盤沈下が発生し、二人が外に出た途端に団地は冬美とその子供もろとも沈んでしまう。

### 2日目
二人はゴムボートを漕ぎ、団地を右往左往しては障害物をどかし、陸地に上がる。駅前でも障害物に阻まれ、駆けずり回っては人手を集めて通過する。線路を歩くうちに矢車商店街に着いた主人公と佳苗は、そこで町の対立と放火事件に巻き込まれる。しかしこれを解決したのも束の間、今度は理不尽にもあらぬ疑いを掛けられてしまい、町で出会ったカップルの協力でなんとか脱出する。

### 3日目
カキツバタ大通りを越えて朝顔交差点付近に戻ってきた主人公は比嘉と教え子の女子生徒と再会するが、生徒の一人である山内浩子は別の生徒である赤坂絵里に嫌がらせを受けていると訴える。そのまま睡蓮公園に戻った主人公は佳苗を恋人の風間智也と再会させるも、智也は被災地に残って尽力したいと告げ、佳苗も付き合うことにした。

### 4日目
佳苗と別れた主人公は被災者の列に付いていくようにアザミ駅に向かうが、そこで「白き衣の会」という怪しげな集団に勧誘され、その一員になってしまう。主人公は言われるがまま会員集めに精を出すと、代表者の白羊から突如として後継者に任命される。なし崩しで会の代表になった主人公だったが、会に拘束されていた町医者の西を解放するよう命じた途端、会の敵と見做されて襲われ、命からがら逃走する。
向日葵町に逃げた主人公はある民家の諍いに巻き込まれ、負傷した老婆のキヨを避難所に連れていくことになる。避難所では外国人学生のダニーと知り合うが、地元民による余所者への悪質な嫌がらせが横行していた。ところが、ある事がきっかけで主人公の汲んだ汚水が体を癒す「奇跡の水」と誤解され、またも言われるがまま水を配った主人公は救世主に祭り上げられる。しかしやがて真実は露見し、巻き込まれたダニーと共に主人公は投石を浴びながら避難所を追い出される。

### 5日目
ダニーとはぐれ、主人公は鳳仙花商店街の焼け跡を通り抜けて彷徨った末に結局、朝顔交差点付近に戻ってくる。そこでは浩子が自殺未遂を起こしており、主人公と比嘉は助けようとするもビルが崩壊し、比嘉が巻き込まれて命を落としてしまう。逃げるようにその場を離れた主人公は今度は宝石店で弥生が暴漢に襲われている場面に遭遇し、裏口へ走るも時既に遅く暴漢は逃亡し、身も心もボロボロになった弥生だけが残されていた。
知り合いを誰も救えなかった主人公は、道の真ん中に乗り捨ててあったオートバイにまたがる。脱出のために空港に向かうか、物資の充実した避難所のある副都心に向かうか、主人公は行き先を決める。

### 6日目

#### 空港ルート
空港では飛行機による脱出が計画されており、整理券を持つ被災者が集まっていた。整理券を配っていた佳苗とも再会した主人公だったが、実はそれは非合法組織「スネークスネーク」が人身売買のために仕掛けた罠であり、智也も組織の一員だった。彼らの船に捕らわれた主人公と佳苗だが、主人公は船倉の裏の穴から抜け出し、たまたま見つけたダイナマイトで船を爆破してしまう。
怒った智也は主人公を追い詰めるが、被災者に扮していた刑事の岡崎隆三と彼率いる川瀬県警の警官隊によって組織ごと一網打尽にされる。そしてようやく主人公と佳苗は救助ヘリに乗れるのだった。

#### 副都心ルート
物資の豊富な避難所で一時の安らぎを得る主人公だったが、不正確な情報に踊らされた避難民が突如として市長に敵意を向ける。場の雰囲気に呑まれた主人公は適当な事を言って彼らを扇動してしまい、暴徒を率いて市庁舎を襲撃する。しかし下手な物言いと偶然が重なり、今度は主人公が避難民に敵意を向けられた上に意に反して市長を人質に取る羽目に。直後の余震で庁舎の屋上から転落しかけるも熊沢に助けられ、そのまま警察に突き出されてしまった。
実際は市長は難民の帰宅準備を進めており、情報がデマであったと知った避難民は冷静さを取り戻す。主人公も叱られる程度で済み、帰宅用の車輌に乗って街を去ったのだった。

### 後日談

#### 前編
あの災害から半年。クリスマスも近付いた頃に主人公は再びひすい市を訪れた。街は復興が進んでおり、ゆっくりだが元の形を取り戻しつつあった。比嘉が死んだビルの近くのコンビニでは絵里らがアルバイトをしており、浩子が失踪したと明かす。見知った場所を回り、出会った人々と再会していく主人公は、やがて一人の新聞記者と出会った。

#### 後編
年が明け、絵里からの手紙により浩子を探して三度ひすい市を訪れた主人公。浩子を発見するも比嘉の死に責任を感じた彼女は主人公の説得を頑として聞き入れない。それとは別に、株式会社ベストラの新年会に顔を出した主人公は新聞記者の本多涼子に捕まり、ベストラの不正を暴く手伝いを強いられる。
2月、四度ひすい市にやってきた主人公は各地を回って情報を集め、本多に報告する。結果の如何に関わらず主人公は撫子運河で浩子を見つけるが、弥生を襲った暴漢が浩子にも迫っていた。暴漢は主人公に叩きのめされ、心配して追ってきた絵里の言葉で浩子は反省し、共に帰っていく。主人公はひすい市を去る前に馴染みの自動車ディーラーを訪れ、手紙を受け取る。それは弥生からの近況報告だった。

## 登場人物
※スタッフロールのキャスト欄には登場人物の大多数の名前が表示されるが、作中では名前が一切明かされないキャラが多いため、本項のキャラ名に関しては作中の描写で分かる範囲で解説する。声優名が空欄になっているものは、声は発するがスタッフロールに載っていないか、キャラ名が不明のために参照できないもの、またはスタッフロールのアルファベット表示では正しい声優名が確認できないもの。

### 主人公
本作の主人公で、就職活動中の学生。22歳。就職面接のためバスで志望先企業「Glitnir Inc.」（グリトニル）に向かっていたが大地震に遭遇し、被災する。様々な人と出会い、時に協力し、時にトラブルに巻き込まれ、時に道を踏み外しながら被災地を彷徨い歩いて行く。
名前は自由に変更可能だが、本編中は名前を呼ばれることはほぼ皆無で、メッセージウインドウ上の名前も非表示か、「自分」や「心の声」となっている。前作同様、性別もゲーム開始時に選択可能だが、前作のような性別毎のステータスの違いはなく、ごく一部のイベント以外にストーリーに変化はない。男女どちらでもあっても作中で出会う女性キャラに恋愛感情を抱く・告白するなどの選択肢が頻発し、逆に男性キャラに恋愛感情を抱く選択肢は皆無であるなど、ストーリー自体が男性主人公前提で展開される。序盤で素性をプレイヤーが細かく選ぶことになるが、本編には何の影響もなく就活生以外にはならない。
旧作や『巨影都市』の主人公以上にプレイヤーの分身としての役割が色濃く、自発的に発言したり反応を示すことはほぼないため、言動や立ち振る舞いや思考、目の前の人や光景に抱く印象に至るまで事細かに選択肢に委ねられる。従来のようなオブジェクトに対するコメントもほとんどせず、マップや人物リスト上のコメントも淡々としている。選択肢の文章以外の台詞を口にすることは極めて稀で、長く喋るシーンはモノローグで済ませるなど、キャラクター性が極力排されている。それ故に選択肢以外では自己主張せず、しかしその選択肢による発言も意に介されないことが多いため、周囲に流されやすく、一方的に厄介事や不条理を押し付けられたり成り行きで悪事に手を染めてしまうことも少なくない。口数も少なく、言うべきことを黙っていたり、疑問に思ったことを口にしないせいで時には余計な不和を招くことや、物語の謎を自ら深めてしまうこともある。ストーリー上、その場の流れで行き当たりばったりの行動を取ってしまうことが多く、危険地帯や関わりのない会社・店舗などに特に理由もなく足を踏み入れたり、トラブルに対して適切な行動が取れず事態を悪化させてしまうシーンも散見される（プレイヤー次第でも避けられない）。一方、プレイヤーの意思に関係なく道徳・倫理に欠けた行為を取ることもあり、罪にこそ問われないが作中では必ず何かしらの犯罪を犯してしまう。また、一部の選択肢や特定のイベントではシリアスシーンで平然とメタフィクションに走ることがある。
武田 正人 （たけだ まさと）
声 - 景浦大輔
男性主人公。初期装備では就活用のビジネススーツを着ている。PS4版のプロモーションビデオや公式サイトなどではほぼ映っておらず、公式サイトの登場人物紹介など本作を紹介する文章でも多くは結子の方が主人公として書かれているが、実際のゲームでは選択画面のカーソルの初期位置は正人であり、スタッフロールのキャストでも正人が最初である。Switch版ではパッケージに載っているほか、プロモーションビデオにも姿を見せている。
市川 結子 （いちかわ ゆうこ）
声 - 水野理紗
女性主人公。初期装備ではスカートタイプのビジネススーツを着ているがパンツタイプのスーツも所持している。パッケージとタイトル画面を1人で飾っているが、プロモーションビデオや公式サイトなどで描かれている姿とゲーム中の初期装備ではスーツの色合いや靴に差異がある。また、それらでは服が破れて包帯を巻いた姿が度々描かれているものの、本編中でそのような姿になることはない。
前述したようにストーリー展開は男性主人公前提であり、恋愛感情は女性キャラに抱けても男性キャラには抱けない。また、結子が主人公であっても男子トイレにて立小便のポーズで用を足すシーンがある。

### 主要人物
笠原 弥生 （かさはら やよい）
声 - 高瀬朝季
朝顔交差点のビルに取り残されていた大学生。主人公と同年代。就職活動中に被災し取り残されたところを主人公に救出される。その後は紫陽花交差点付近の自動車ディーラー店へと身を寄せ、街からの脱出方法が見つかれば連絡を取り合うという約束をするなど主人公と交流を持つようになる。大人しい性格だが、主人公の珍妙な言動にも柔軟に応対できるノリの良さも持つ。本作の同行者の一人だが、同行期間は極めて短い。通常は紺色のスーツを着ている。しかし後述のイベントの後はボロボロのスーツと痣だらけの痛々しい姿に変わってしまい、着替えを渡すことができる。
被災5日目、飛行場から街を脱出するためのチケットを譲ってくれるという人に会うため、主人公とすれ違いでディーラーを出る。しかし、それは2人組の暴漢の虚言であり、宝石店で暴行を受けてしまう。
その後、彼女に寄り添う選択肢を選んだ場合は主人公と同行することになり、心身共に憔悴しながらも共に空港に向かう（空港ルート）。非合法組織「スネークスネーク」に拘束され外国に売り飛ばされそうになるが、主人公の船の爆破に乗じて他の人質と共に脱出。後に本物の救助ヘリが来たことでようやく家に帰ることができた。寄り添わず立ち去った場合は同行せず、その後の安否も不明。同行した場合でも、主人公が副都心に向かうといなくなってしまう（一刻も早く街を出たがっているため、行き先の選択で意見を聞くと「空港に行きます」と返される）。
後日談では直接の登場はないが、カーディーラーの支配人に主人公宛ての手紙を託す。手紙によると地元企業への就職が決まったとのことで、自身の現在の写真と連絡先が添えられていた。
富田 佳苗 （とみた かなえ）
声 - 並木のり子
地下鉄曙空木駅のホームで瓦礫の下敷きになっていた女性。主人公より年上。風間智也の恋人で、智也とフェリー乗り場で合流する約束をしていた。主人公に助けられ、智也との再会を目指して同行する。快活でしっかりした性格の常識人であり、同行中は主人公を引っ張っていく。反面、主人公の珍妙な言動にはあまり合わせられず、また、智也の安否が分からない不安から時折弱気な態度も見せる。通常はTシャツにショートパンツという軽装だが、一部シーンでは僅かながら着替えが可能（PS4版はアップデート後のみ）。同じく瓦礫に埋まっていた前作の本条咲と違って（上述の衣類関係の理由により）衣服に破損や汚れはなく、怪我も足に軽くを負っていただけだった。
被災3日目の夜までの長い間主人公と行動を共にするが、睡蓮公園で智也と再会を果たし、彼から指輪（主人公が回収していた場合のみ）を贈られ婚約。当初は智也と街を出たがっていたが、彼の意志を聞いたことで共にひすい市に留まり街のために頑張る決意をし、主人公と別れる。
被災5日目には睡蓮公園でボランティアをしており、智也から預かった「飛行場から街を脱出するための整理券」を配っていた。しかし、実はこの整理券は外国に売り飛ばす被災者を集めるために智也が仕組んだ罠であり、その目的のために今まで智也に騙され利用されていた。そのことを知らないまま何の疑いもなく主人公を含む大勢の人に整理券を配り、集合場所であるガーベラ大橋サービスエリアでの再会を約束して再び別れる。
その後は主人公が街を脱出するために空港に向かうか、安全な避難所がある副都心に向かうかで分岐する。空港ルートにて、主人公（弥生も同行していた場合は彼女も）と共に非合法組織「スネークスネーク」に拘束され、そこで智也の本性を知り落胆する。主人公がダイナマイトの起爆装置を起動させるころには、他の人質と共にいつの間にか船倉を脱出しており、船から逃走。最後は主人公の選択次第でそのまま救助ヘリで街を離れるか、または主人公と共に街に残る。主人公が副都心に向かった場合はその後の動向は不明。
後日談には選択肢でたまに名前が出る程度であり、本人は一切登場しないため震災後の安否は不明。そればかりか、後日談最後の選択肢でも主人公に「登場しなかったけど、まあ、いいか」と気に留められておらず、同時配信のPS4カスタムテーマやエンディングの写真にも載っていない。
風間 智也 （かざま ともや）
声 - 篠原孝太朗
物語序盤で岡崎隆三に追われていた、黒いTシャツの若い男性。富田佳苗の恋人。岡崎に暴行を受けつつも逃れ、朝顔交差点のコンビニのバックヤードに身を潜めていたところで主人公と出会う。地下鉄曙空木駅のコインロッカーに保管している大切なもの（婚約指輪）を取りに行ってほしいと、主人公に依頼してくる。その後は、佳苗とフェリー乗り場で待ち合わせをしていたが、亡き恩師の妻である前田の行方がわからなくなったため、被災地を回って前田を探していたという。睡蓮公園で前田を発見し、彼女と共にいたところで佳苗と再会。主人公から婚約指輪を受け取り、それを佳苗に渡して婚約した。街を出ようとする佳苗に対し、被災したひすい市に残って街の役に立ちたいという決心を語った。
誠実な好青年のように見えるが、実はその正体はF国を拠点とする非合法組織「スネークスネーク」の副リーダー。風間智也は偽名で、本名はキース。震災の混乱に乗じて偽のチケットを佳苗に配らせ、そのチケットに釣られてガーベラ大橋に集まった被災者を攫い、外国に高く売り飛ばそうとしていた。本性は冷酷非情な性格で、人身売買の目的のために佳苗を騙して利用し、最終的には彼女をも他の捕虜と共に売り飛ばそうとした。空港ルートにて、主人公・佳苗ら（場合によっては弥生も含む）15人の被災者を船に乗せるが、船内にあったダイナマイトを主人公が作った時限装置で起爆され、船が爆発して失敗。主人公達に拳銃を向けて追い詰めるも、岡崎に拳銃を討ち飛ばされ、川瀬県警の警官隊に包囲され身柄を拘束された。
後日談では、前編では主人公が「Glitnir Inc.」のビルを訪れた際、エレベーターから風間そっくりで名前も同じ「風間智也」を名乗るスーツ姿の男が出てくる。このとき主人公を見るが、初対面のように振る舞い、主人公に問い詰められても意に介することなく去っていく。後編では睡蓮公園で河村勤と話しているが、その後の登場はない。実は彼こそが本物の風間智也であり、本編に登場していた風間は「スネークスネーク」のキースが整形していたものである。従って逮捕されておらず、主人公とも面識はなく、佳苗とも赤の他人の関係である。しかしこの事実は特定の選択肢を選んだ場合に貰える週刊誌を見なければ分からない。
岡崎 隆三（おかざき りゅうぞう）
声 - 拝真之介
被災地を駆け回り黒いTシャツの男（風間智也）を追っている、強面の男。主人公の行く先々で何度か出くわし、風間を見かけなかったか聞いてくる（本人は気付かないが、主人公に会う度に風間とニアミスしており、それを告げるかは選択肢による）。
ヤクザのような威圧感のある風貌と口調をしているが、正体は川瀬県警の警察官。警視庁と川瀬県警は、以前から「スネークスネーク」が国内で非合法活動をしていることを掴んでおり、風間がその一員であると目をつけて、以前からずっとマークしていた。空港ルート終盤、主人公や他の被災者と共に船に拘束されるが、主人公が船を爆破したことに乗じて脱出。風間の拳銃を撃ち飛ばし、仲間の警官隊と共にスネークスネークのメンバー達を包囲し、一網打尽にした。
熊沢 正義 （くまざわ まさよし）
声 - 高宮武郎
朝顔交差点のコンビニで店長を自称している、小太りの中年男性。横柄な態度で、物資が少ないことにつけ込んで商品を不当な高値で売りつけようとする。しかも店長というのは真っ赤な嘘で、店に店員が誰もいないのをいいことに、店長に成りすまして商売していた。本物の店長の福井が現れてニセモノとバレた際は、素知らぬふりをして鼻歌を歌いながら去っていった。
その後も懲りることなく、主人公の行く先々のコンビニで同じように店長に成りすまし、商品を不当な高値で販売している。また、岸に流れ着いていた金庫を勝手に開けようとしたり、被災した建物から金目の物を盗んだりと、各地で名前とは正反対の悪事を働いている。主人公はその悪行を止めることはできないばかりか、提示される法外な値段で買い物をさせられてしまう（ストーリー進行のために最低二度は買わなければならない）。また、当初は本物の店員の不在の隙をついたり、力尽くで店を乗っ取っている様子がうかがえるが、途中からは店員も熊沢に対して何の反応も示さなくなる。
副都心ルートでは、暴動を扇動した張本人にされた挙句庁舎から転落しかけた主人公を助けた。しかしやはり見返りを要求してきた上、警官隊が来るや否や、主人公を首謀者として突き出し、最後まで悪事の報いを受けることはなかった。
後日談では、散々悪行を重ねたにもかかわらず逮捕されておらず、そればかりか改心することもなく、平然とカキツバタ大通り西側のコンビニで店長の座に収まっている。非常事態でもないのに商品を不当な高値で売っており、客足は遠のいているが当人は全く意に介していない。行方不明になっている浩子の情報をくれるが、やはり大金を要求してくる上に、「持っていない」と言っても強引に奪われてしまう。これだけの暴挙を働いて何故逮捕されないのかを選択肢次第で主人公は疑問に思うが、その答えが明かされることはない。
前田 清子（まえだ せいこ）
声 - 七海入歌
プロローグで、主人公がバスの中で席を譲った老婦人。79歳。風間智也の恩師（大学の経済学教授、故人）の妻で、彼とは顔見知り。被災後は睡蓮公園におり、智也と再会した。智也と佳苗の婚約を心から喜んだ。
優しそうな老婆に見えるが、その正体はF国を拠点とする非合法組織「スネークスネーク」のリーダー。前田清子は偽名で、本名はリリー。空港ルートにて、部下のキース（風間）と共に主人公ら15人の被災者を拘束し売り飛ばそうとしたが、主人公に船を爆破され、最後は川瀬県警の警官隊に包囲され身柄を拘束された。
最初に善人として主人公と知り合った人物が後に黒幕として現れるのは、前3作を始めアイレム作品や『巨影都市』におけるお約束だったが、これまでのキャラクターには伏線が張られていたのに対し彼女にはそれがなく、クライマックスで突如として黒幕であることが明かされる。

### ひすい学院高校関係者
比嘉 夏海 （ひが なつみ）
声 - 立野香菜子
ひすい学院高校に勤務する新米教師。23歳。過去の「絶体絶命都市」シリーズ全作に登場している。首都島地震、富坂水害、セントラルアイランドの震災と何度も大災害に巻き込まれており、今回で4度目の被災となる。
授業を抜け出した3人の女子生徒を探している最中に地震が発生し、主人公に女子生徒の捜索の手伝いを依頼したことで主人公と関わりを持つようになる。生徒達に疎まれていることは自覚しており、一時は自信をなくしかけるも生徒想いの性格は変わっておらず、今までの経験から被災直後でも慌てることなく冷静に生徒達をまとめようとする。相変わらずの災害続きという不運さを嘆きつつも、それに絶望せず気丈に振る舞う。
主人公と別れた後は3人の生徒と共に朝顔交差点のコンビニに身を寄せていた。被災5日目にようやく道が開け、帰れる状況になると同時に浩子がいじめを苦に投身自殺を図り、危険を冒して倒壊したビルへ侵入し主人公と共に彼女を救出した。しかし脱出時に余震が発生し、その身と引き換えに浩子と主人公を外へ押し出して倒壊に巻き込まれる。主人公や生徒達に瓦礫から掘り出されるも、既に事切れていた。
なお、彼女の遺体はイベント時には収容されず放置され（主人公は何もできないため、比嘉の亡骸や高校生達を放置して出発するしかない）、別エリアに移動後にradikoを聞くと、朝顔交差点のビル倒壊と比嘉の死亡のニュースが流れる。
後日談では、彼女が命を落とした倒壊ビルの跡地に献花台が設けられており、12月の時点でも多くの人が献花に訪れている。首都島地震以来の友人だった須藤真幸も、春彦から彼女の訃報を聞き、献花に来ていた。福井のコンビニで花が売られており、それを買うことで主人公も献花することができる。
赤坂 絵里 （あかさか えり）
声 - 川崎芽衣子
比嘉夏海が探しているひすい学院高校の女子生徒の1人。明るめの金髪で言葉遣いが丁寧な、お嬢様風の女の子。比嘉を嫌っているが、詳しい理由は不明。表面上は上品に振る舞っているが、浩子曰く、裏では浩子への陰湿な嫌がらせを行っているらしい。秀美と共に学校を抜け出していた最中に被災し、比嘉から捜索の依頼を受けた主人公と出会う。
主人公と共に朝顔交差点側に移動した後は、福井のコンビニに身を寄せる。当初は状況をよく分かっておらず、緊張感なく「手を洗いたい」などと言っていたが、比嘉に現実を教えられてようやく状況を呑み込み、比嘉の冷静さに驚いた様子を見せた。3日目には、就寝中に眼鏡を踏み壊され髪を切られた浩子に慰めの言葉を掛けていたが、浩子によるとその絵里こそが犯人で、自分で嫌がらせをしておきながら素知らぬ顔で慰めていたという。しかし5日目に浩子が自殺未遂を図ると説得を試みており、比嘉が命を落とした際には涙を流した。
後日談では、12月の頃には秀美と共に福井のコンビニでアルバイトをしており、訪れた主人公に浩子が失踪したことを伝えた。年が開ける頃には主人公に浩子が未だ行方不明であることを伝える手紙を送り、主人公が三度ひすい市を訪れる理由を作った。浩子のことは本気で心配しているが、当の浩子には「いい子ぶっている」と言われていた。その後、主人公に浩子が救出されると同時に秀美と共に駆け付け、浩子と和解し共に帰っていった。
上述と後述するように、浩子の自殺未遂のきっかけや、それによる比嘉の死亡の遠因を作った張本人だが、本編中で事の発端となった浩子へのいじめについて謝罪・改心する場面はない。後日談でもいじめの謝罪自体は最後まですることはなく、そればかりかいじめなどしておらず最初から仲の良い友達であったかのように振舞っていた。そもそもいじめの件はいずれも浩子の言のみによるもので、作中で実際に絵里が浩子をいじめている直接的な描写はなく、後述するが後日談の最後ではいじめ自体が狂言であった可能性を残す。
後日談の恋人候補。
清水 秀美 （しみず ひでみ）
声 - 倉富ルツ
比嘉夏海が探しているひすい学院高校の女子生徒の1人。髪を赤く染めて派手な化粧をしたギャル風の女の子。絵里と同様に比嘉を嫌っているが、理由は不明。絵里と共に学校を抜け出していた最中に地震が発生。崩壊した街の姿に愕然とし、被災者になってしまったと落ち込む。浩子に対しては露骨に嫌味な態度を取るが絵里の腰巾着に過ぎず、浩子曰く「一人でいじめができる度胸はない」。そのため、浩子の自殺未遂の際には慌て、比嘉の死には涙を流した。
後日談では、12月の頃には絵里と共に福井のコンビニでアルバイトをしている。浩子救出後に絵里と共に駆け付け、浩子と和解し共に帰っていった。
後日談の恋人候補。
山内 浩子 （やまうち ひろこ）
声 - 佐々実ほの花
比嘉夏海が探しているひすい学院高校の女子生徒の1人で、黒い髪に眼鏡をかけた真面目そうな女の子。秀美と絵里から嫌がらせを受けているらしい。卑屈な性格であり、震災で崩壊した街を眺めて「みんな壊れてしまえばいい」と呟くほど。それに気付かず助けてくれない比嘉も嫌っている。学校を抜け出した際に被災し、比嘉の依頼を受けた主人公に発見された後に比嘉達と合流する。
震災後も、眠っている間に絵里から眼鏡を壊され髪を切られる仕打ちを受けたと、泣いて主人公に訴える。5日目にようやく瓦礫が撤去されて帰れる状況になるや否や、朝顔交差点の倒壊したビルから投身自殺を図ったが、主人公と比嘉に助けられた。その結果、比嘉が命を落とすことになってしまい、泣きながら彼女の亡骸に謝り続けていた。
後日談では、12月の頃には家出して失踪しており、家族から警察に捜索願いが出されている。1月にカキツバタ大通りのハンバーガー店で主人公と再会するも、比嘉の死に責任を感じるあまり自暴自棄になっており、主人公の説得にも耳を貸さずそのまま立ち去る。2月の頃には撫子運河沿いの会社で働いていたが、遊歩道で2人組の暴漢に襲われたところを主人公に助け出され、直後に駆け付けた絵里と秀美と和解して帰っていった。
しかし絵里は最後までいじめについて謝罪をせず、浩子を「秀美と同様に不安なときに傍にいてくれた大切な友達」と呼ぶ上、浩子自身もそれらの事について何故か一切指摘せず、逆に絵里に謝罪すらしている。この双方の矛盾する不自然な態度から、いじめはそもそも浩子の狂言で、髪や眼鏡の件も自作自演だった可能性を主人公は選択肢次第で考えるが、やはり心の中で呟くだけで済ませ、この疑念を浩子らに問い質すことはしないため真偽は不明のまま終わる。
比嘉 春彦 （ひが はるひこ）
声 -
比嘉夏海の弟。かつて首都島地震で姉と共に被災した経験を持つ。『絶体絶命都市』以来の登場で、当時は生意気な小学生だったが、今作では成長し高校生になっている。寮で暮らしているため、姉とはしばらく会っていない。姉想いの性格は変わっておらず、夏海が教師になったお祝いに万年筆をプレゼントした。
地震から5日目、紫陽花交差点付近まで姉を探しに来た際に主人公と出会い、姉の死を知らされる。その後は形見となってしまった万年筆を受け取り、姉が亡くなった朝顔交差点に向かって行った。皮肉にも、姉が命を落としたすぐ後のことであった。
後日談では直接の登場はないが、須藤に姉の死を伝えたことが語られる。

### ベストラ関係者
霧島 瞬（きりしま しゅん）
声 - 木内秀信
カキツバタ大通りに本社を構えるIT企業「株式会社ベストラ」の社長。震災を機にデマが原因で自社の株価が急落していることに危機感を表す。「自分の邪魔をする者は全員弾き飛ばす」など、不遜な言動や態度が目立つ。紫陽花交差点の自動車ディーラー店で主人公にぶつかった上、横柄な態度を取る。一方、主人公が部外者でありながら勝手に本社に入ってきた際にはあまり気に留めない。本社に戻って社の立て直しに尽力していたが、株価の暴落を抑えられず、被災5日目には従業員の多くが辞めてしまった。ゲーム中では主人公もベストラの株を購入できるが、意味は何もない。大手企業の社長でありながら、二、三度会っただけの就活生に過ぎない主人公をライバル視している節があり、条件を満たすと5日目に主人公と飲みに行くイベントが発生する。
後日談では、卓越した経営手腕で会社の業績を脅威的なV字回復に導いている。1月に主人公がベストラを訪れた際には、新年会の席で自信満々の演説をしていた（再び勝手に会社に入ってきた主人公にも悠々と自身の功績を誇るだけで、やはり注意はしない）。しかし、あまりに急激な業績回復から不審に思った本多涼子に目を付けられることになる。実際、公になれば立場が危うくなるような何らかの不正を行っていたようだが、主人公のモノローグで「言葉にできないほど恐ろしい」と仄めかされるだけで、具体的にどのような不正だったのかはプレイヤーには一切明かされない。
若本（わかもと）
声 - 蓮池龍三
ベストラの社長室長で、霧島の秘書。初日に会社に入り込んできた主人公に当初は丁寧に対応するも、3日目の再訪時には主人公の態度に悪態を吐く（そもそもこの際の選択肢は嫌味なものしかない）。
中西（なかにし）
声 -
ベストラの専務。霧島には裏切りを疑われており、ケルベロスに情報を流しているのではないかと疑念を持たれているが、実際はケルベロスの社長と会談し、ベストラに関するデマを流さないよう要請していた。更にケルベロスの社長から引き抜きの打診をされたが、きっぱりと断った。主人公はその会話を盗み聞きして真実を知るものの、それを霧島に伝えることはできないために、霧島が中西への認識を改める描写は最後までない。
相馬（そうま）
ベストラの広報部長。社員と協力して、デマによる株価低下の対策に奔走している。
ケルベロスの社長
声 -
ベストラのライバルのIT企業「株式会社ケルベロス」の社長。ベストラの株価を下げようとデマを流しているという噂がある。ベストラの専務の中西と会談し、彼をベストラから引き抜こうとしたが、きっぱりと断られた。
後日談では、ベストラに業績を大きく引き離されてしまい、会社近くのベンチで意気消沈している。
倉本（くらもと）
ケルベロスの受付嬢。主人公の頼みを受け、ヘルメットを着用するという条件で高架下の鉄柵の扉の鍵を貸し出す（ただし、この時点ではヘルメットは入手できないため、この条件を必然的に無視することになる）。
後日談では、裏切りや不正を嫌う義理堅い性格で、霧島にも能力を高く評価され一目を置かれていることが明らかになる。本性は野心家であり、いずれはベストラもケルベロスも倒すことを目論んでいる。だが実際のところは好物のチョコレートで簡単に口を割ったり、カスタムテーマを用いたメタフィクションの謎解きを仕掛けてくる相当な変人である。

### アンジェリーナ関係者
泉 真奈美（いずみ まなみ）
声 - 上月麻未
紫陽花交差点にあるイタリアンレストラン「アンジェリーナ」の女性店長。イタリアでの料理修行を経て3年前にレストランを開業した。料理の腕は非常に評判が高い。震災の際には店内が荒れたばかりか液状化による浸水にまで見舞われたことで途方に暮れるが、被災3日目には店は大分片付いており、5日目には営業再開に向けて準備が進んでいる。吉見由香里の祖父に見込まれたことで開店のための援助を受けていたが、店の権利は半分しか持っておらず、もう半分はとある女性が所持している。主人公の行動次第で残りの権利書を渡すことができる。
後日談では、主人公の行動の如何にかかわらず店はかつての盛況を取り戻している。
甲田 光男（こうだ みつお）
声 - 小坪直幸
「アンジェリーナ」のコック。以前は大きなレストランで働いていたが、競輪で借金を抱え込んでいたところを泉シェフに救われ、その店で働くようになったという経緯を持つ。自分の職場の店が壊滅的な被害を受けたにもかかわらず、どこか他人事のような言い方をしている。しかし店が再開に向けて動き出すと「他にやることがない」と言いながらも自身も厨房に立っている。
後日談では、競輪がやっていないせいもあってか、真面目に働いている。斉藤曰く、家を出て行った妻子が戻ってきたらしい。
吉見 由香里（よしみ ゆかり）
声 - 成田友絵
「アンジェリーナ」のウェイトレス。大金持ちの令嬢で、祖父の言いつけで不本意ながらレストランでアルバイトをしている。そのため、震災で店が浸水した際にもまるで他人事のように振る舞っていた。店の権利の半分しか持たない泉シェフを内心では見下しており、営業再開の目途が立った際には出勤はしているが不満そうな態度を見せている。
後日談では、給料が上がらない不満から店を辞めており（だが彼女は大金持ちであるため金には困らないはずである。また、バイト先を変えることについて祖父に話をしたかも語られない）、アザミ駅前のメイド喫茶で働いている。しかし、働き始めてわずか数日で、前任者に押し付けられる形で何故かマネージャーにされてしまう。
後日談の恋人候補。
斉藤（さいとう）
声 -
「アンジェリーナ」のコック見習い。甲田や吉見とは違い、店長の気持ちを慮る心優しい青年。口が軽い上に口数は多いが、自身は口が堅いと思っている。
後日談では、12月に主人公が訪ねたときには面接に来た藤宮の対応をしていた。相変わらず口が軽い。

### 矢車商店街関係者
PS4版では当初は未収録だったがアップデートで追加。その関係からなのか後日談には登場せず、住人達の安否は一切不明である。

#### 下町の住人
島杉 直人（しますぎ なおと）
声 - 今立進
下町の矢車商店街の豆腐屋「島杉豆腐店」の息子。山の手の住民である松野梨絵と交際しているが、父親同士が犬猿の仲のため、頭を悩ませている。
下町にやってきた主人公に梨絵への手紙を託すが、主人公がそれを松野邸の放火事件の現場に落としてしまったため、放火犯と誤認され松野邸の物置に監禁されてしまう。しかし、主人公の尽力で真犯人が捕まり、疑いが晴れた。後に主人公が強盗の疑いを掛けられ物置に監禁されると、梨絵と共に脱出の手助けをした。
島杉 国明（しますぎ くにあき）
声 -
直人の父で、島杉豆腐店の店主。山の手の住人を毛嫌いしている。下町の住人たちの代表格で、山の手の住人といざこざが起きると、いつも山の手の代表格の松野益夫と口論している。
息子の直人が放火犯という噂が広がると落ち込んだが、主人公の尽力により直人の無実が証明され、それをきっかけに松野ら山の手の住人たちとも和解した。しかし強盗の知らせを受けた途端、それまでの好意的な態度を豹変させて主人公と佳苗を一方的に犯人と決めつけて物置に閉じ込めた（その理由も、強盗が2人組で性別が一致したというだけ）。後に主人公たちは直人らによって救出されるが、島杉が自身の行いを反省する場面はなかった。
ナベ
声 -加藤朗史
下町の住人。無職。気のいい性格で下町の住人たちから慕われており、「ナベさん」と呼ばれている。酒癖が悪い。
炊き出しの準備をしており、下町にやって来た主人公に、矢車商店街の人たちへの材料の依頼を頼んでくる。
静香（しずか）
声 -
下町の矢車商店街のスナック「恋」のママ。住人たちからは「静香ママ」と呼ばれている。震災後は落ち込んでいたが、その後は努めて元気に振舞っている。
彼女の料理の腕は下町の住人の間で評判が高く、ナベさん曰く「彼女が味付けすればただの炊き出しも絶品料理になる」とのこと。住人皆で料理をするときは、いつも最後の味付けを任されている。

#### 山の手の住人
松野 益夫（まつの ますお）
声 -
中華料理店「彩輝楼」のオーナー兼料理長。下町の住人を「非常識」と毛嫌いしている。山の手の住人たちの代表格で、下町の人間といざこざが起きると、いつも下町の代表格の島杉国明と口論している。
自宅が何者かに放火されるが、すぐに気づいたためボヤ程度で済んだ。現場に島杉直人が書いた梨絵宛の手紙が落ちていたことから、直人を放火犯だと決めつけて彼を自宅の物置に監禁した。後に主人公によって真犯人が暴かれた際は、自らの非を認め、島杉国明に息子の直人を疑ったことを謝罪し、下町の住人と和解した。
松野 梨絵（まつの りえ）
声 - 村井理沙子
益夫の娘。島杉直人と交際しているが、下町の人間を嫌う益夫に交際を反対されている。
主人公が自室を訪ねてきたとき、最初は驚くも、恋人の直人が自宅に放火した犯人と疑われていると聞き、主人公に真犯人の究明を依頼した。実は野際義政の娘であり、彼が親権を剥奪された後に子供が居なかった松野家に引き取られていた。事件後、直人の疑いが晴れ、主人公が強盗と誤認されて物置に監禁されると、直人と共に主人公の脱出を手助けした。
野際 義政（のぎわ よしまさ）
声 -
中華料理店「彩輝楼」の副料理長。料理長の松野益夫からの信頼は厚く、下町と山の手の住民の対立に心を痛めている。
実は松野邸の放火事件の真犯人。かつて一流ホテル「兆京」の料理長を務めていたが、若手従業員の不始末で食中毒が発生。その際、交代した新経営者に責任を押し付けられ、料理長は益夫に交代となり自身はクビになった。その後は解雇歴のせいで仕事を得ることができず、更に借金を抱えていたこともあって、追い詰められ一家心中を図る。しかし、妻と息子だけが死亡し自身と生まれたばかりの娘が生き残ってしまい、逮捕されたことでその娘の親権も剥奪されてしまった。その後は服役し、刑期満了で出所した後は無気力に過ごしていたが、益夫の中華料理店の求人を見かけ、彼への復讐を決意した。
震災後に益夫の自宅に放火を試みたが、すぐに気づかれ消し止められてしまった。一時は下町の住人の島杉直人が放火犯と断定されたが、かつての職場であるホテル「兆京」の記念品のハンカチを犯行現場に落としており、そこから足がついてしまった。主人公に犯行を暴かれると、益夫の娘の梨絵を人質にして殺そうとしたが、丁度余震が起きたことで失敗。同時に、梨絵の正体が自分の娘で、益夫の養子になっていたことを知らされたことで観念し、後に駆け付けた警察官に逮捕された。

### 白き衣の会
アザミ駅周辺で被災者の勧誘活動をしている団体。本部はアザミ駅近くの地下の部屋。勧誘員は皆、白いTシャツとジーンズを着用している。震災時にもかかわらず何らかの方法で電源を確保しており、豊富かつ豪華な食事（酒類まである）と冷房の効いた部屋を用意している。会の運営資金は、会員からの寄付で賄われている。会員たちは皆、代表の白羊に心酔している。その一方で、会の趣旨に賛同しない者を拘束したり、例え代表でも会の意向に背いた会員を裏切り者呼ばわりして容赦なく始末しようとする残忍な一面も見られる。
後日談では、会の本部があった部屋は翌年2月にはメイド喫茶になっており、白き衣の会及び構成員らが震災後どうなったのかは一切不明である。
白羊 （はくよう）
声 -
「白き衣の会」の代表。白いスーツにメガネにカイゼルヒゲという、特徴的な容姿をしている。会員たちからは「白羊様」と呼ばれ絶大な支持を受けており、心酔されている。会報や会員達の言では、今回の地震を予め予期していたと語られる。
しかし主人公が3人勧誘するノルマを達成すると、新人である主人公に突如代表の座を譲り、姿を消すという不可解な行動を取る。その後の消息に関しても一切触れられることはないため、彼が何者なのか、真意は何だったのかは最後まで謎である。
小山 進 （こやま すすむ）
声 - 小田敏充
「白き衣の会」の勧誘員の男。アザミ駅前で主人公に勧誘をしてくる。「困っている人々を助けるために活動している」と主張するが、どこか怪しげな雰囲気がある。
会に反抗する西医師を拘束した際に彼の解放を命じた主人公を裏切り者扱いし、仲間に主人公の始末をけしかけ、自身も襲いかかってくる。この際には大勢の追っ手に追われるが、旧作のように追いつかれても即ゲームオーバーにはならず、攻撃されてライフが尽きた場合のみゲームオーバーとなる。また、『巨影都市』の敵と違って攻撃モーションはなく、彼らの体に接触するだけでダメージを受ける仕様になっている。
大森 晴美 （おおもり はるみ）
声 - 野本実希
「白き衣の会」の勧誘員の女。小山と共にアザミ駅前で主人公に勧誘をしてくる。被災地には不相応な明るい口調と笑顔で勧誘してくるが、彼女にもどこか怪しげな雰囲気がある。
小山と共に会に反抗する西医師を拘束した際、彼の解放を命じた主人公に渋々従うも、直後に態度を豹変させて裏切り者扱いし、仲間に主人公の始末をけしかける。

### くちなし小学校避難所
ひすい市の隣町のくちなし町にある避難所のひとつ。体育館は既に定員オーバーで、グランドで車中泊している者も多くみられる。震災のストレスから自己中心的で排他的な考えを持ってしまっている住人が多く、他の地区から来た人や外国人を「よそ者」と邪見にする者や、嫌がらせを働く者もいる。ストレスによる豹変を強調するかのように、彼らはいずれも人物リストでは「正義感が強い」「人当たりが良い」などと作中の描写とは正反対の紹介がされている。中には嫌がらせのためだけに配給の食料を泥まみれにするという悪辣な行為に出る住民すら居る。
後日談ではくちなし町方面に行くことはできないため、アザミ駅前に登場するダニーを除いて安否は一切不明である。
西 （にし）
声 - 村上雄太
白き衣の会を怪しく思い、反抗している町医者。小山と大森に拘束されたが、主人公に解放される。後にくちなし小学校の避難所で再会し、清水キヨの脚を手当てした。
ダニー（だにー）
声 - 宮武嵐
海外から留学してきている大学生。心優しく誠実な若者で、キヨを背負っていた主人公を気遣い、座らせて休ませた。外国人ということから、地元の避難民たちに「よそ者」と邪見にされている。
主人公が後述の「奇跡の水」による詐欺を続けていた際にはやめるように訴えるも、直後に全てが露見。彼自身には何の非もないのだが、外国人であるという理由で主人公の共犯と見做され、共に避難所を追われる。その途中で主人公と離別し、避難民たちからの投石で酷いケガを負いながら住処の鳳仙花商店街に逃げ帰り、瓦礫の上で倒れていたところを主人公と再会する。この際に薬を持って来る・医者を呼んで来るなどと選択肢が出るが、その後は彼を助ける行動を取るイベントは一切存在せず、口約束だけで彼を見殺しにすることしかできない。更にはダニーに会わずとも商店街を通り抜けられる。
後日談では、アザミ駅前で主人公と再会。2月にもかかわらず何故か本編同様に半袖のTシャツを着て寒がっている。震災後は住む場所も行き場も失い、それでも日本に残ろうと努力している（主人公の返答次第では祖国に帰る）。住んでいたアパートから焼け出されたと語るが、震災時に主人公と会った頃には既にアパートは焼け落ちており、また、投石で負った大怪我や主人公に放置された件については、一切触れることがない。共にいたロアンやルアン達の安否も不明である。
ロアン（ろあん）
声 - 遠藤ゆかり
ダニーと共に留学してきた女子大学生。他の人に食料を分けてもらおうとしたところ、男たちにその代わりに体を触らせろとセクハラをされる。主人公が結子の場合は代わりに自分の体を触らせるように見せかけて助けることができる。正人の場合でも同じ選択肢が出るが、相手に引かれる（どちらの場合でも主人公はその隙に食料を盗む）。主人公とダニーが避難所を追われた後の安否は不明。
ルアン（るあん）
ダニーたちと共にいた外国人の小学生。一緒に居た外国人の少女が腹痛を訴えたため、主人公に水のある場所を教える。それは壁の亀裂から滴る水であり、衛生上の問題のあるものだが、何故かこの水を飲んだ被災者は次々と体調が立ちどころに回復するという不可思議な現象が起こり、主人公は流されるままこの水を（出所を黙って）避難所中に配ったせいで「奇跡の水」の救世主に祀り上げられてしまう。しかしやがて水の正体が露見し、主人公とダニーは罵声と投石を浴びながら避難所を追われる結果となる。ルアン自身は、主人公とダニーが避難所を追われた後の安否は不明。
町会長
声 - 三好翼
くちなし町の町会長。住民によると、普段は偉そうにしているとのこと。「奇跡の水」で救世主に祀り上げられた主人公に、体調を崩している孫を助けて欲しいと懇願する。その見返りとしてゲームタイトルを変更する、エンディングを流すといった芸当をやってのける。本作で最もメタフィクションに走ったキャラ。「奇跡の水」の正体が露見すると、手の平を返して主人公を罵倒し、「よそ者のあなたを仕方なく居させてやっているのに」と恩着せがましいことを言いながら主人公達を避難所から追い出した。

### 鳳仙花商店街関係者
市の北部にある小さな商店街で、地震発生直後から大規模な火災が発生し多くの死傷者が出ている。5日目にはようやく鎮火したものの、火災の影響で焼け野原となってしまった。
後日談では商店街方面に行くことができないため、住人達の安否は一切不明である。
堀 守（ほり まもる）
声 -
鳳仙花商店街で身寄りのない子供の保育施設「みなしごハウス」を営んでいた男性。商店街を襲った大火事で施設は焼け落ち、子供にも犠牲者を出してしまったことで、生き残った子供達と共に犠牲になった子供の供養を行おうと花を探していた。主人公が持ってきた花で供養はできたものの、家賃を滞納していたせいで直後に現れた大家に立ち退きを命じられてしまう。
堀 愛（ほり あい）
声 -
守の妹で、共に保育施設を営んでいた女性。火事で亡くなった子供の供養をしようとして準備をしており、そのために敷地を一時封鎖していた。そのせいで先に進めない主人公は、敷地を通るためにも供えの花を探しに行くことになる。供養はできたが、大家に立ち退きを命じられ、せっかくの花も踏み躙られる仕打ちを受ける。
大家
声 -
堀兄妹の保育施設の大家。堀兄妹が家賃を滞納していたため、一切の情け容赦なく彼らを追い出そうとする。子供の供養の最中に空気を読まず割り込むばかりか、「荷物をまとめる」と言う堀兄妹を「荷物なんかあるのか」と嘲笑し、挙句、供えの花をも踏み躙る暴挙に出る。しかし主人公は黙ってその様子を見ることしかできない（家賃の肩代わりも可能だが金を取られるだけで何も変わらない）。

### その他
種田 真二 （たねだ しんじ）
声 - 山本兼平
就職活動中の学生。22歳。一流企業「Glitnir Inc.」の最終面接のため地方からやって来た。家が経済的に苦しく、母親が必死に就活費用を捻出してくれた。そのため、志望先を一社に絞り込み、やっとの思いで最終面接にこぎつけた。しかし、その大事な最終面接の直前に地震が発生。面接が中止になってしまい、ひどく落ち込む。交通費すらやっとの思いで捻出したらしく途方に暮れていたが、企業から手当が出ることを主人公に聞かされて安堵する。
その後は経緯は不明だが、「白き衣の会」に入会。企業から貰った交通費も全て寄付するほど代表の白羊に心酔しており、生きて帰れたら母も入会させたいと語る。発売前の情報や公式サイトでは主要人物のように紹介されているが、しかし本編での登場はここまでであり、実際は活躍らしい活躍はなく出番も少ない。
後日談では、翌年2月に母を白き衣の会の本部に連れて来たが、知らぬ間に本部がメイド喫茶になっていたため困惑している。また主人公と会話を交わすことはない。
河村 勤 （かわむら つとむ）
声 - 浜添伸也
リストラに遭ったサラリーマン。53歳。家族にはリストラされたことを打ち明けられず、毎日出勤するふりをして公園で時間を潰していた。震災当日も地震にあまり動じることもなく、揺れで落とした弁当を眺めていたところを主人公と出会い、自分のようにならないようにと語る。
5日目でも変わらず公園のベンチに座っていたが、主人公が説得した場合はそれに応じ、家族にすべてを正直に打ち明ける決心をし、帰っていった。
後日談では、12月時点でも震災時と同様に睡蓮公園のベンチに座っている。本人によれば、帰宅してすぐは家族に温かく迎えられたものの、再就職できなかったために時が経つにつれて居場所を失い、再び公園で時間を潰すようになったとのこと。主人公の説得次第では再び就職活動を始め、2月にはある会社の面接に漕ぎ着けたことを語る。この際は風間智也を名乗る男性と話をしており、本人によれば彼は仕事仲間とのこと。これを受けて主人公は河村が非合法組織「スネークスネーク」に関与している可能性を考えるが、本多から選択肢次第で貰える週刊誌によれば本編のキースと後日談の風間は別人であり、杞憂に過ぎなかった。
十和田 アケミ （とわだ あけみ）
声 - 鮭延未可
アパレルショップ「TWDA」の経営者兼デザイナー。24歳。起業して間もなく今回の地震が起こり、被災してしまった。バックヤードで荷物の下敷きになっていたところを、主人公に救助された。その際に主人公に店の服を試着するように勧めるも、店内の服を外に持ち出そうすると盗んだことになってしまい、非難される（着た後でマネキンに戻せば問題ない）。被災3日目に再会した際は店の惨状に打ちひしがれていたが、主人公の返答次第で服や化粧品を売ってくれるようになる。いずれにせよ、5日目には営業再開に向けて取り組み始めている。
後日談では、12月の頃には店は2号店を開くほど軌道に乗っている。事務所に入ってきた主人公に、2号店への届け物を依頼する。2月にはその礼としてバレンタインチョコを渡す（性別は問わず）。しかしこのチョコは高級感があり過ぎるという理由で食べられず、後に倉本の買収に使われる（捨てることもできないが、その理由は主人公も分かっていない）。
赤子連れの女性
声 -
朝顔交差点のコンビニにミネラルウォーターを買いに来た女性。店長に成りすましていた熊沢に値段を4万円まで吊り上げられ困惑したが、直後に本当の店長である福井が現れ熊沢を追い払ったため、高額を支払わずに済んだ。
福井（ふくい）
声 - 緒方賢一
白髪交じりの初老の男性で、朝顔交差点のコンビニの本当の店長。熊沢が店長に成りすまして、赤子連れの女性にミネラルウォーターを4万円で売りつけようとしていた最中、店に現れる。熊沢を叱責して追い払い、赤子連れの女性に迷惑をかけたことを謝罪し、彼女にミネラルウォーターを無料で提供した。その後は、品数が少ないながらも従業員と共に店を営業し、食料や飲料を売ってくれる。作中のコンビニは福井が対応してくれる場合以外は全て熊沢が店員であるため、コンビニでまともに買い物ができる唯一の例となる。
震災5日目まで比嘉夏海とその教え子3人の面倒を見ており、比嘉が倒壊ビルの下敷きになった際は、主人公や生徒たちと共に彼女の救助にあたった。
後日談では、12月の頃には店も元通りになっており、絵里と秀美をアルバイトに雇っている。また、この時は彼自身もコンビニの制服を着ている。比嘉夏海の死を今でも忘れられず、彼女の死を悼んでいる。
木之下 美紀（きのした みき）
声 - 山本小百合
カキツバタ大通りでギターの路上演奏をしている女性ミュージシャン。路上演奏をしながら、震災で疲労した街のことを気にかけている。主人公と初めて会った際にも演奏していたが、通行人の1人の心ない言葉に怒り、演奏をやめてしまう。
3日目には紫陽花交差点で路上演奏をしており、主人公に2人組の暴漢について注意喚起をする（ただし、その時点で主人公は既に襲われているが、そのことを美紀に伝えはしない）。
後日談では、『絶体絶命都市3』に登場した本条咲の友人であることが判明。翌年1月には、未だにひすい市にいるという2人組の暴漢を警戒し、咲と2人で路上演奏を行っている。主人公にも再び暴漢に注意するように訴えるが、本編と同様に主人公自身からは暴漢について何も言うことはない。
カーディーラーの支配人
声 -
紫陽花交差点にあるカーディーラー店「GEIRROD」の支配人で、霧島とも親交のある男性。紳士的な人物であり、霧島に横柄な態度を取られた主人公を気遣いつつ、彼の人柄についてフォローする。自身のショールームを宿泊所として解放しており、弥生も世話になっていた。
弥生が暴行を受けた際には現場近くにいたのだが、イベント後に警察に通報するなどの対策を講じるような場面はなく、ボロボロになった彼女を連れて行ってもそれ以前と同じ会話テキストしか表示されない。
後日談では、12月の頃には店は営業を再開しており、主人公に周囲の近況を教えてくれる。2月には、街を去る前に訪ねて来た主人公に弥生からの手紙を渡した。
2人組の男
声 -
地下鉄曙空木駅で酔って主人公たちに絡んできた男達。木之下美紀が話していた暴漢たちで、主人公と佳苗を捕まえ、縛り上げる。本人達曰く、地震があろうがなかろうが人生が終わったも同然だったとのことで、好き放題に悪事を行っている。主人公の性別によって反応が違い、正人の場合は「男に用はない」と辛辣に言い放ち、結子の場合はいやらしい目で舐め回すように見る。
被災5日目には宝石店で弥生を襲い暴行し、主人公が駆け付けると既に姿はなかった（弥生発見後に彼らを叩きのめしに行く選択肢も出るが、これを選んでも展開に変化はない）。
後日談では、翌年1月の時点でまだひすい市内にいることが、木之下美紀の口から語られた。2月には撫子運河の遊歩道で浩子を襲っていたが、駆け付けた主人公にあっけなく叩きのめされ、逃走した後に駆け付けた警官に逮捕された。この際には突然格闘ゲーム風の画面に切り替わり、実際に主人公を操作して彼らを倒すことになる。主人公は必殺技まで出せるような戦闘力を急に発揮する上、2人組は震災初日に主人公達を縛ったときとは打って変わってかなり弱く設定されているため、簡単に倒すことが可能。負けてもセーブポイントに戻るだけでゲームオーバーにもならない。
フェリーターミナルの所長
声 -
ハマユウ埠頭にあるハマユウフェリーターミナルの所長。船舶による避難誘導を行っていたが、主人公と佳苗をかばって屋根の下敷きになり、ゴムボートのある波止場に行くための鍵を渡して息を引き取る。
水島 冬美（みずしま ふゆみ）
えにしだ団地A棟に住んでいる主婦。夫の裕也と長男のゆうま（7）、長女の杏里（0）との4人暮らし。夫が会社に行き、自宅に3人でいるときに被災。避難できず自室に留まっていた。被災のストレスから長男のゆうまが風邪をひいてしまったが、子供用の風邪薬を切らしていたため途方に暮れていた。偶然部屋にやって来た主人公に、子供用の風邪薬を持ってきてほしいと頼み込む。薬をもらうと、お礼にと主人公と佳苗を一晩部屋に泊める。しかし翌朝、余震で地盤沈下が発生。主人公達と共に脱出するはずだったが、主人公達が先に外に出た途端にA棟は水没。冬美とその家族は消息不明となる。
1エピソードのみのキャラだが、家族共々名前と年齢が細かく設定されている（ストーリー中に主人公がそれらを知る機会はないが人物リストには掲載される）。
清水 キヨ（しみず キヨ）
声 - 北川智繪
向日葵町で自宅近くの塀が余震で倒れ、足を負傷していた老婆。主人公に自宅まで負ぶっていってもらうが、キヨを疎む息子の妻から病院に行くように言われ、そのまま主人公に病院まで連れて行ってもらうが、そちらも既に患者が一杯のため、結局くちなし小学校の避難所にある診療所に行くことになる。診療所では西医師の診察を受け、骨折と診断された。
息子のさとしとその妻のきょう子、孫のせいやとの4人暮らし。きょう子はキヨのことをよく思っていないらしく、主人公がキヨを自宅に連れてきた際に自宅に入れるのを拒んでいた。また、さとしはきょう子には頭が上がらない様子。孫のせいやは、祖母のために主人公に病院への抜け道を案内した。主人公に避難所に連れてこられた人物だが、主人公とダニーが避難所を追われた後の安否は不明。
主人公とダニーが避難所を追われた際に、ダニーに全てを押し付けて徹底的に追い詰める選択を採った場合、足を骨折しているにもかかわらず駆け付け、主人公に強烈な張り手を見舞う。
ウメ（うめ）
個人商店「ステビア商店」を営む老婆。キヨとは古い付き合い。
竹辺 幸（たけべ ゆき）
声 - 黒河奈美
紫陽花交差点の宝石店「ジュエリータカハシ」で宝石を漁っていた女。『絶体絶命都市』と『絶体絶命都市2』にも登場した「宝石女」であり、過去でも同じように宝石を漁っていた。彼女のすぐそばに宝石店オーナーの刺殺体があるが、彼女が殺したのかは不明（本人は知らないと言っている）。
遭遇時に怪我を気遣い、弥生とも同行しなかった場合は被災5日目に主人公の前に現れ、宝石を渡し、主人公がバイクに乗るまで付いてくる。
市長
声 - 緒方賢一
ひすい市の市長。避難民の帰宅準備を進めていたが、避難生活のストレスでデマに流された避難民に不正を疑われ、主人公の一言がきっかけで暴徒と化した彼らに庁舎を襲撃される。余震が起きた際に偶然にも主人公の手が市長の首に掛かってしまい、殺そうとしたと誤解された主人公にやむなく人質に取られるが、更に余震が起きたことで解放された。その後、冷静さを取り戻した避難民達を帰宅用の車輛で帰し、主人公の濡れ衣も晴らした。

### 後日談
須藤 真幸（すどう まさゆき）
『絶体絶命都市』の主人公。報都新聞社に勤務する新聞記者であり、首都島地震と富坂水害にて生き延びつつ陰謀を解き明かした人物。首都島地震以来の友人である比嘉夏海の訃報を春彦から聞き、献花のためにひすい市にやってきたと語る。TWDA2号店を出てきた主人公に、比嘉が命を落とした朝顔交差点の場所を訪ねてきた。富坂水害の頃と同様、ロフストランドクラッチを使用している。この際のムービーは主人公のモノローグのみで進むため、須藤自身が声を発することはない。
2月にも再びひすい市を訪れており、睡蓮公園のベンチに座っていたところで主人公と再会。風間が所属していた非合法組織「スネークスネーク」について調べている。震災後はスネークスネークの本拠地があるF国に飛んで調査していたため、すぐに献花に来られなかったと語る。本多のことを尋ねると、彼女には関わらない方がいいと忠告される。
藤宮 春香（ふじみや はるか）
『絶体絶命都市2』のヒロイン。かつて富坂市のジオセクションでウェイトレスの仕事をした際に富坂水害に巻き込まれている。今作ではイタリアンレストラン「アンジェリーナ」にアルバイト（辞めた吉見の後任のウェイトレス）の面接を受けに来ている。主人公と会話することはないため、富坂水害以後の近況については不明。
本多 涼子（ほんだ りょうこ）
声 - 坂戸こまつな
前作、前々作に引き続き登場した週刊報都の記者で、須藤の後輩。ベストラの不自然なV字回復について調べており、主人公に協力を依頼する。勘任せで取材を強行したり、無関係の人間を協力させたりと相変わらずの強引な取材方法に、須藤からは苦言を呈されている。主人公はなし崩しで協力することになるが、実際に霧島の不正を暴くか否かはプレイヤーの行動次第である。
本条 咲（ほんじょう さき）
『絶体絶命都市3』のヒロイン。かつてセントラルアイランドで起きた震災に巻き込まれたことがある元看護師のミュージシャン。後日談にて木之下美紀の友人であったことが明かされ、カキツバタ大通りで路上演奏をし、前作の主題歌「キミの隣で…」を歌っている。演奏中で話しかけることはできないため、台詞はない。歌手として売れてきているのか、路上演奏の聴衆の中には咲のファンだという男性もいる。

## ステージ
本作の舞台は、高層ビルが立ち並ぶ川瀬県ひすい市という架空の大都市。地名を始め通り・交差点・駅・その他各種施設の名前は、全て花の名前が由来になっている。また、一度訪れたエリアは、前作までは通路の崩落や水没などで二度と行けなくなったが、今作では時間を置いて同じエリアに何度か訪れることになる。
1日目
睡蓮公園周辺
ひすい市を訪れた主人公が被災した場所。主人公と種田の志望先企業「Glitnir Inc.」のビルや、アケミのアパレルショップ「TWDA」の店舗がある。大通りが交差する交差点で地震発生直後は交通事故や建物倒壊、道路陥没など様々な被害を出した。
朝顔交差点周辺
睡蓮交差点に隣接する交差点。この場所も地震により大きな被害を出しており、全方面の道路が陥没したことで陸の孤島となってしまっている。
紫陽花交差点周辺
歴史ある老舗のホテル「ホテル・キング」が、地震の影響で大規模火災が発生し炎上している。更には液状化により、周囲の道路や建物は陥没や浸水に見舞われている。周辺には他にも宝石店やイタリア料理店「アンジェリーナ」、カーディーラー「GEIRROD」などがあるが、どれも地震による被害で営業停止となっている
カキツバタ大通り
高速道路が通り高層ビルが立ち並ぶ大通り。IT企業「ベストラ」の本社ビルがある。地震発生後も多くの人が行き交っていたが、余震により高速道路が倒壊したことで多数の被害を出した。
地下鉄曙空木駅
街中にある地下鉄駅。地震の影響で大部分が崩落し運転を見合わせている。
撫子運河周辺
港へと続く運河。港側への橋に向かう道は瓦礫で塞がっており、普通の方法では通行できなくなっている。
ハマユウ埠頭
港にある埠頭。フェリー等の船舶による救助が行われていたが余震により崩壊してしまった。
2日目
えにしだ団地
沿岸部にある団地。地震による地盤沈下で深刻な浸水被害を出している。
えにしだ団地駅前
地盤沈下の影響で周辺の家屋は軒並み倒壊し多くの死傷者を出している。駅構内は避難所となっているが、電車復旧の目処は立っておらず駅員、被災者共に疲労困憊している。
矢車商店街（PS4版はVer.1.15で追加）
百合ヶ坂駅付近の地区。駅を挟んで南側の下町の住人と北側の山の手の住人は、以前より不仲だったが、被災によって更に険悪な関係になっている。下町側は多くの建物が倒壊する被害が出ている一方、山の手側は無事な家屋も多い。
発売前のプロモーションビデオには登場していたが、実際のゲームには収録されなかった。アップデートによって当該マップでのシナリオと共に改めて収録された。Switch版以降では最初から収録。
3日目
カキツバタ大通り全体
1日目に訪れたカキツバタ大通りの西側の地区。ベストラのライバル企業「ケルベロス」の本社ビルがある。高速道路崩落の危険があるため、高架下は進入禁止となっている。
カキツバタ大通り（2回目）
高速道路が崩れた影響で、地下鉄曙空木駅方面へは行けなくなっている。
紫陽花交差点周辺（2回目）
「ホテル・キング」の火災は鎮火、道路の水も引いており、警察による現場検証や重機による瓦礫の撤去が行われている。
朝顔交差点周辺（2回目）
道路陥没の影響のため、この近辺では復旧作業はほとんど行われていない。
睡蓮公園周辺（2回目）
余震のためかさらに倒壊した建物が見受けられる。重機が多数入り、瓦礫の撤去や道路の復旧作業が急ピッチで行われている。総合商社「Glitnir Inc.」はビルを就活生達の一時的な避難所として解放している。
4日目
アザミ駅前周辺
市内の繁華街で、多くの被災者が行き交っている。「白き衣の会」が勧誘活動をしている。
向日葵町
閑静な住宅街。多くの家屋が倒壊しており、付近の病院には負傷者が殺到している。
くちなし小学校避難所
避難所となっている小学校。避難所生活のストレスからか避難者達の多くが攻撃的になっており、周辺住民同士で派閥を組み体育館内の占領や配給食糧の独占を行い、周辺住民でない者や外国人に対して冷遇を強いている。
5日目
鳳仙花商店街
市の北部にある小さな商店街。地震発生直後から大規模な火災が発生し、5日目にしてようやく鎮火した。そのためほとんどが焼け野原になっており、多くの死者を出している。身寄りのない子供の保育施設があったが、全焼して子供が複数人焼死した。
睡蓮公園周辺（3回目）
瓦礫の撤去作業が本格的に進んでいる。アパレルショップ「TWDA」が徐々に営業を再開し始めている。
朝顔交差点周辺（3回目）
物流が復旧しはじめたのか、福井のコンビニには以前より商品が沢山並んでいる。1日目に倒れたかけたビルが完全に倒壊し、比嘉夏海が命を落とすことになる。
紫陽花交差点周辺（3回目）
イタリアンレストラン「アンジェリーナ」やカーディーラー「GEIRROD」は営業再開に向けて復旧が進んでいる。倒壊したビルの撤去が行われ、東側に進めるようになる。カキツバタ大通りに行くこともできる。
以降、エンディングまでの展開は空港に向かうか副都心に向かうかで大きく変化する。
6日目（分岐：空港ルート）
ガーベラ大橋周辺
橋の入り口にあるサービスエリアが脱出用チケット所持者の集合場所であり、トラックで空港に向かう手筈になっている。
ほおずき空港
滑走路はまだ飛行機が離陸・着陸できる状態ではない。スネークスネークは、ここに停泊している貨物船で被災者を売り飛ばす予定だった。
6日目（分岐：副都心ルート）
千歳葛副都心
市役所前の広場が避難所となっており、多くの避難者が集まっている。物資や施設も比較的充実しているため、ここを目指す避難者は後を絶たない。簡易風呂に入ることもできる。
ひすい市庁舎
内部は被害も比較的少なく、5日目の夜には通電している。

## 後日談
PS4版にてダウンロードコンテンツとして配信される追加シナリオ（Switch版以降は最初から収録）。本編から数か月後を舞台とし、再びひすい市を訪れた主人公と震災時に出会った人々との再会を描く。プレイするには本編のセーブデータが必要で、初期装備は冬着で固定だが、それ以外は読み込んだデータの主人公の状態が反映される（ストーリー中の行動は影響しない）。前後編の2回に分けての配信であり、前編は2019年6月7日、後編は同年7月8日に配信開始された。前編は無料だが、後編はPS4カスタムテーマ同梱で有料となっている。本編にデータを引き継ぐことはできないため、後日談で手に入る装備品は後日談でしか着用できない。
本編で中途半端に終わったり、救いがないままだったイベントのフォロー等もあるが、本編と後日談の内容の矛盾、乖離が多い上、逆に新たな謎も発生している。
前編
第1話 12月の睡蓮公園
睡蓮公園周辺。復興は進んでいるが一部通行止めは残っており、工事中のビルも目立つ。「Glitnir Inc.」と「TWDA」は平常営業している。第1話から第3話までは同日の出来事である。
第2話 高校生たちのその後
朝顔交差点周辺。多くのビルが工事中だが陥没していた道路は舗装され、車が走行できるようになっている。比嘉が命を落としたビルの前には献花台が設けられている。
第3話 雪降る紫陽花交差点
紫陽花交差点周辺。「アンジェリーナ」と「GEIRROD」は平常営業。「ホテル・キング」は建て直しのために工事中。「ジュエリータカハシ」のあった建物は「TWDA」の2号店になっている。
後編
第4話 新年のベストラ
1月のカキツバタ大通り。倒壊した高速道路は支柱があるのみでまだ再建はされていない。V字回復を遂げた「ベストラ」は新年会を開いている。
第5話 2月、再び睡蓮公園へ
2月の睡蓮公園。年末とあまり変わっていないが日中ということで人通りも多い。以降は同日の出来事で、市内をバスで移動することになる。
第6話
アザミ駅前周辺。駅は再建中で列車はまだ走っていない。歩行者天国は大勢の人で溢れているが、復興していく街の姿に希望を抱く者も多い一方、職を失って項垂れる者や不安から冷静さを欠いている者も少なくない。経緯は不明だが白き衣の会の本部はメイド喫茶になっている。
第7話
カキツバタ大通り西側高架。復興は進んでいるものの、道行く人々の心はまだ深く傷ついたまま。「ケルベロス」は「ベストラ」に差をつけられたことで社内には焦りの空気が漂う。「ベストラ」方面にも移動するが、探索はできない。
最終話
撫子運河周辺。復旧は進んでおり、崩れた遊歩道も元の形を取り戻している。ここにある会社は社長が前社長の息子（娘）に交代している。

## 主題歌
「約束の日」
前作同様飯田舞が歌唱。東京ゲームショウ2010のアイレムブースで発表されたほか、プロモーションムービーでも聞くことができた。
ゲームの発売中止に伴い幻の曲となっていたが、挿入歌「君は君のままで」「夕立ち」「ただいま」の3曲と、エンディング曲「涙のかわりに」を含めた全5曲を収録したミニアルバムが2012年6月17日に発売された。
2015年11月27日、再始動した『絶体絶命都市4Plus』の主題歌として使用されることが発表された。

## 沿革
PS3版の開発中止に至る経緯
2010年の東京ゲームショウ時は「今冬」発売予定だった。アイレム作品らしく選択肢が非常に豊富であり、前作同様主人公の性別や服装を好みに応じて変更できるシステムであることがPVで明らかにされていた。また、PlayStation 3のハード性能を活かし、PlayStation Networkを通じたネットワークプレイ、3Dテレビ表示、PlayStation Move、5.1ch音声に対応する予定だった。
その後、延期を繰り返し、一時は2011年3月10日に発売予定とされていたが、2011年2月22日に同年の春へと発売を延期、さらに3月14日になって発売中止を発表した。同時に絶体絶命都市シリーズの過去作の生産中止、『ポンコツ浪漫大活劇バンピートロット2』など他タイトルの開発中止も告知され、アイレムはゲーム事業を大幅縮小。公式サイトもコンテンツ縮小が行われた。
発売中止になった経緯については、公式にはアイレム側は明らかにしていないが、同年3月11日に発生した東北地方太平洋沖地震（東日本大震災）の影響が指摘されていた。また、朝日新聞社の取材記事では発売中止の理由を、開発が遅れ気味だったのと、東日本大震災の被災者への配慮としている。
一方、本作の制作責任者の九条一馬は以前から開発に関して会社側との折り合いがつかず延期を繰り返し、最終的に中止という形になったためとしており、震災との関連は一貫して認めていない。また、ツイッターではスケジュール調整が杜撰だったことを要因とし、震災の裏にまつわる出来事も加えたところ、CEROと揉めていたとも語る。他にも、震災があってもなくてもアイレムでは作るのが難しくなっていたと語っている。
アイレムの事業縮小後、名倉剛、九条らゲーム部門の中核を担っていたスタッフは同社を退社した。
新会社の設立とPS4でのプロジェクト再始動
名倉・九条らは2011年4月に新たなゲーム会社グランゼーラを設立した。「災害を扱ったゲーム」を発売することはリスクが高いため、自分たちでその責任を取りたいとの思いからの独立であったという。グランゼーラは2013年2月にPlayStation 4に参入することを発表した。
2014年12月、グランゼーラはアイレムより『絶体絶命都市』シリーズタイトル（新規タイトルを含む）に関する全世界でのIPおよび販売権を取得した。2015年2月からはグランゼーラが歴代シリーズを順次ゲームアーカイブスのダウンロード流通で販売再開した。
2015年11月24日にはタイトルを『絶体絶命都市4Plus -Summer Memories-』と一部変更し、PS4用にリメイクして発売することが発表された。

## 評価
国内外の複数のレビュアーから低評価を下され、Metacriticの集計ではPS4版が51/100、Switch版が59/100、PC版が58/100だった。
IGN Japanは臨場感や迫力を賞賛しながらも、イベントの中途半端さやシナリオで強制される特殊な行動、理解に苦しむNPCなどを挙げ、「テーマが迷走しており、悪乗りと感じてしまうほど凄惨なドラマに見舞われる」「中盤あたりから、イベントの必要性やメッセージがわかりづらく、キャラクターが報われないイベントが多くなる。NPCを助けようにも結末を迎えられないイベントもあり、特に終盤はストレスが溜まるばかりだった」と評している。また、ゲームのテイストが変化したことによる難易度の大幅低下について「スナイパーが狙ってくるような要素がなくなったのは好印象だが、ゲームとしては物足りない」「パラメーターが機能しておらず、リアルな震災体験という観点でも残念」としている。
エレクトロニック・ゲーミング・マンスリーでは、アクション映画的な内容から現実的になるという作風の変化を肯定したが、ゲーム後半からの展開を「時に物語をあまりにも低レベルに引きずり下ろしてしまい、恥ずかしさと怒りを覚えた」と評し、作品自体のカタルシスの欠如を批判している。パラメーター管理に関しては「具体化も完成もされなかったアイデアと感じた」と綴っている。
USgamerは「すべてを一度に実現しようとして、シリーズが共感を呼んだ要素を見失っている」と評し、心に残るシーンがあると認めつつも滑稽なシーンばかりが印象に残り、退屈さや嫌悪感はそれを上回ったとしている。Push Squareは「支離滅裂な災害シミュレーション」「PlayStation 4で最も奇妙で苛立たしい冒険」とまで酷評した。
肯定的なレビューとしては、NintendoLifeは技術的パフォーマンスの点では「完全なる駄作」としつつも、プレイヤーの選択の自由と悲惨な事件がもたらす人間的影響を本作の魅力とし、近年で最も魅力的なゲームの一つとまで賞賛している。